# Allobates bromelicola
Allobates bromelicola – gatunek płaza bezogonowego z rodziny Aromobatidae.

## Występowanie
A. bromelicola jest endemitem spotykanym jedynie w północnej Wenezueli, w okolicy Pico Periquito, Rancho Grande w stanie Aragua. Miejsce typowe znajduje się na wysokości 1310–1375 m n.p.m.
Jego środowisko naturalne stanowią lasy mgliste. Jest to gatunek nadrzewny, bytujący na roślinach z rodziny bromeliowatych na wysokości 1–5 m nad powierzchnią gruntu.